# 伊瓜佩
伊瓜佩是巴西圣保罗州的一个市镇。总面积1980.916平方公里，总人口30675人，人口密度15.5人/平方公里。